# The Open Championship 2009
Het Britse golftoernooi The Open Championship 2009 werd van 16 tot en met 19 juli 2009 gespeeld op Turnberry in Schotland. Het was de vierde keer dat The Open Championship op deze baan werd gehouden. In 1994 werd The Open Championship voor het laatst op Turnberry gespeeld, toen won de Zimbabwaanse golfer Nick Price de derde Major van het jaar.
Titelverdediger was de Ier Pádraig Harrington, hij won het toernooi zowel in 2007 (op Carnoustie) als in 2008 (op Royal Birkdale Golf Club). De titel werd gewonnen door de Amerikaan Stewart Cink, die het na een play-off haalde van Tom Watson. Het was voor Cink de eerste Majortitel uit zijn carrière.
De Silver Medal voor beste amateur werd gewonnen door de 16-jarige Italiaan Matteo Manassero.

## Baan
De Ailsa Course werd tussen 1949 en 1951 hertekend door Mackenzie Ross, nadat het tijdens de Tweede Wereldoorlog dienst had gedaan als vliegveld.
| Hole   | 1   | 2   | 3   | 4   | 5   | 6   | 7   | 8   | 9   | 10  | 11  | 12  | 13  | 14  | 15  | 16  | 17  | 18  | Totaal     |
| ------ | --- | --- | --- | --- | --- | --- | --- | --- | --- | --- | --- | --- | --- | --- | --- | --- | --- | --- | ---------- |
| Lengte | 354 | 428 | 489 | 166 | 474 | 231 | 538 | 454 | 449 | 456 | 175 | 451 | 410 | 448 | 206 | 455 | 559 | 461 | 7204 yards |
| Par    | 4   | 4   | 4   | 3   | 4   | 3   | 5   | 4   | 4   | 4   | 3   | 4   | 4   | 4   | 3   | 4   | 5   | 4   | 70         |

## Uitslagen

### Eerste ronde
| #   | Naam                 | Land | Score R1 |
| --- | -------------------- | ---- | -------- |
| 1   | Miguel Ángel Jiménez | ESP  | 64 (-6)  |
| =2  | Tom Watson           | USA  | 65 (-5)  |
| =2  | Ben Curtis           | USA  | 65 (-5)  |
| =2  | Kenichi Kuboya       | JPN  | 65 (-5)  |
| =5  | John Senden          | AUS  | 66 (-4)  |
| =5  | Steve Stricker       | USA  | 66 (-4)  |
| =5  | Camilo Villegas      | COL  | 66 (-4)  |
| =5  | Stewart Cink         | USA  | 66 (-4)  |
| =5  | Mathew Goggin        | AUS  | 66 (-4)  |
| =10 | Mark Calcavecchia    | USA  | 67 (-3)  |

### Tweede ronde
| #  | Naam                 | Land | Score R1 | Score R2 |
| -- | -------------------- | ---- | -------- | -------- |
| =1 | Tom Watson           | USA  | 65 (-5)  | 70 (par) |
| =1 | Steve Marino         | USA  | 67 (-3)  | 68 (-2)  |
| 3  | Mark Calcavecchia    | USA  | 67 (-3)  | 69 (-1)  |
| =4 | Vijay Singh          | FIJ  | 67 (-3)  | 70 (par) |
| =4 | Kenichi Kuboya       | JPN  | 65 (-5)  | 72 (+2)  |
| =4 | Miguel Ángel Jiménez | ESP  | 64 (-6)  | 73 (+3)  |
| =4 | Retief Goosen        | RSA  | 67 (-3)  | 70 (par) |
| =4 | Ross Fischer         | ENG  | 69 (-1)  | 68 (-2)  |
| =9 | Mathew Goggin        | AUS  | 66 (-4)  | 72 (+2)  |
| =9 | Stewart Cink         | USA  | 66 (-4)  | 72 (+2)  |

### Derde ronde
| #   | Naam             | Land | Score R1 | Score R2 | Score R3 |
| --- | ---------------- | ---- | -------- | -------- | -------- |
| 1   | Tom Watson       | USA  | 65 (-5)  | 70 (par) | 71 (+1)  |
| =2  | Mathew Goggin    | AUS  | 66 (-4)  | 72 (+2)  | 69 (-1)  |
| =2  | Ross Fischer     | ENG  | 69 (-1)  | 68 (-2)  | 70 (par) |
| =4  | Lee Westwood     | ENG  | 68 (-2)  | 70 (par) | 70 (par) |
| =4  | Retief Goosen    | RSA  | 67 (-3)  | 70 (par) | 71 (+1)  |
| =6  | Jim Furyk        | USA  | 67 (-3)  | 72 (+2)  | 70 (par) |
| =6  | Stewart Cink     | USA  | 66 (-4)  | 72 (+2)  | 71 (+1)  |
| =8  | Bryce Molder     | USA  | 70 (par) | 73 (+3)  | 67 (-3)  |
| =8  | Thongchai Jaidee | THA  | 69 (-1)  | 72 (+2)  | 69 (+1)  |
| =10 | Richard Johnson  | SWE  | 70 (par) | 72 (+2)  | 69 (-1)  |

### Vierde ronde
| #    | Naam                  | Land | Score R1 | Score R2 | Score R3 | Score R4 | Totaal    |
| ---- | --------------------- | ---- | -------- | -------- | -------- | -------- | --------- |
| 1 NP | Stewart Cink          | USA  | 66       | 72       | 71       | 69       | 278 (-2)  |
| 2 NP | Tom Watson            | USA  | 65       | 70       | 71       | 72       | 278 (-2)  |
| =3   | Chris Wood            | ENG  | 70       | 70       | 72       | 67       | 279 (-1)  |
| =3   | Lee Westwood          | ENG  | 68       | 70       | 70       | 71       | 279 (-1)  |
| =5   | Luke Donald           | ENG  | 71       | 72       | 70       | 67       | 280 (par) |
| =5   | Retief Goosen         | RSA  | 67       | 70       | 71       | 72       | 280 (par) |
| =5   | Mathew Goggin         | AUS  | 66       | 72       | 69       | 73       | 280 (par) |
| =6   | Tiger Woods           | USA  | 72       | 69       | 68       | 71       | 280 (par) |
| =8   | Soren Hansen          | DEN  | 68       | 72       | 74       | 67       | 281 (+1)  |
| =8   | Justin Leonard        | USA  | 70       | 70       | 73       | 68       | 281 (+1)  |
| =8   | Ernie Els             | RSA  | 69       | 72       | 72       | 68       | 281 (+1)  |
| =8   | Thomas Aiken          | RSA  | 71       | 72       | 69       | 69       | 281 (+1)  |
| =8   | Richard Johnson       | SWE  | 70       | 72       | 69       | 70       | 281 (+1)  |
| =13  | Jeff Overton          | USA  | 70       | 69       | 76       | 67       | 282 (+2)  |
| =13  | Andrés Romero         | ARG  | 68       | 74       | 73       | 67       | 282 (+2)  |
| =13  | Miguel Ángel Jiménez  | ESP  | 64       | 73       | 76       | 69       | 282 (+2)  |
| =13  | Matteo Manassero (am) | ITA  | 71       | 70       | 72       | 69       | 282 (+2)  |
| =13  | Camilo Villegas       | COL  | 66       | 73       | 73       | 70       | 282 (+2)  |
| =13  | Justin Rose           | ENG  | 69       | 72       | 71       | 70       | 282 (+2)  |
| =13  | Francesco Molinari    | ITA  | 71       | 70       | 71       | 70       | 282 (+2)  |
| =13  | Henrik Stenson        | SWE  | 71       | 70       | 71       | 70       | 282 (+2)  |
| =13  | Boo Weekley           | USA  | 67       | 72       | 72       | 71       | 282 (+2)  |
| =13  | Thongchai Jaidee      | THA  | 69       | 72       | 69       | 72       | 282 (+2)  |
| =13  | Ross Fischer          | ENG  | 69       | 68       | 70       | 75       | 282 (+2)  |

#### Play-off
| Speler       | Hole 5 | Hole 6 | Hole 17 | Hole 18 | Totaal |
| ------------ | ------ | ------ | ------- | ------- | ------ |
| Stewart Cink | 4      | 3      | 4       | 3       | 14     |
| Tom Watson   | 5      | 3      | 7       | 5       | 20     |

Vanaf 1970:
1970 ·
1971 ·
1972 ·
1973 ·
1974 ·
1975 ·
1976 ·
1977 ·
1978 ·
1979 ·
1980 ·
1981 ·
1982 ·
1983 ·
1984 ·
1985 ·
1986 ·
1987 ·
1988 ·
1989 ·
1990 ·
1991 ·
1992 ·
1993 ·
1994 ·
1995 ·
1996 ·
1997 ·
1998 ·
1999 ·
2000 ·
2001 ·
2002 ·
2003 ·
2004 ·
2005 ·
2006 ·
2007 ·
2008 ·
2009 ·
2010 ·
2011 ·
2012 ·
2013 ·
2014 ·
2015 ·
2016 ·
2017 ·
2018 ·
2019 ·
2020